# Gambrus yukonensis
Gambrus yukonensis är en stekelart som beskrevs av Henry Keith Townes, Jr. 1962. Gambrus yukonensis ingår i släktet Gambrus och familjen brokparasitsteklar. Inga underarter finns listade i Catalogue of Life.